# Antonia Thomas

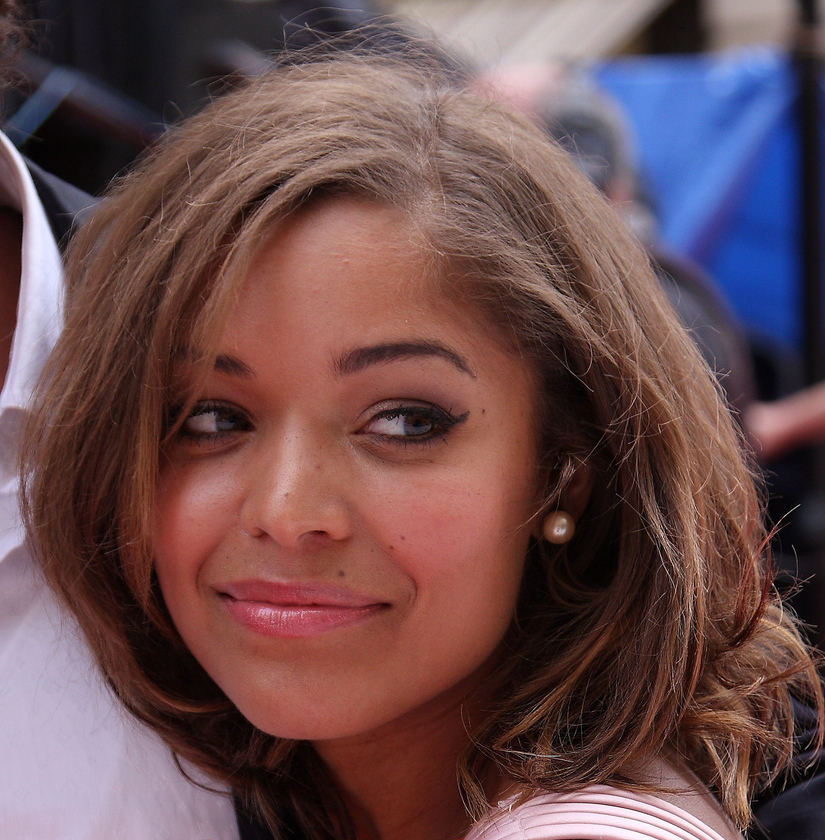
Antonia Thomas (2010)

Antonia Laura Thomas (* 3. November 1986 in London) ist eine britische Schauspielerin und Sängerin.

## Leben
Antonia Thomas studierte an der Bristol Old Vic Theatre School und wurde 2009, einen Tag, nachdem sie die Schule verlassen hatte, für die Rolle als Alisha Daniels in der Serie Misfits gecastet. Ihre Hauptrolle spielte sie bis zur dritten Staffel im Jahr 2011. Von 2017 bis 2022 spielte Thomas die Hauptrolle der Dr. Claire Browne in der Serie The Good Doctor.
Neben und nach ihrem Engagement bei Misfits trat sie in Fernsehserien, Kino- und Fernsehfilmen auf.

## Filmografie (Auswahl)
- 2009–2011: Misfits (Fernsehserie, 21 Folgen)
- 2010: Stanley Park (Fernsehfilm)
- 2010: The Deep (Kurzfilm)
- 2011: Misfits Erazer
- 2012: Eight Minutes Idle
- 2012: Spike Island
- 2012: Homefront (Fernsehserie, 6 Folgen)
- 2013: Make My Heart Fly – Verliebt in Edinburgh (Sunshine on Leith)
- 2013: Mein Name ist Fleming. Ian Fleming (Fleming, Fernsehserie, 2 Folgen)
- 2014: Northern Soul
- 2014–2018: Lovesick (Fernsehserie, 22 Folgen)
- 2015: Survivor
- 2015: Die Musketiere (The Musketeers, Fernsehserie, 2 Folgen)
- 2016: The Works
- 2016: First Born
- 2017–2024: The Good Doctor (Fernsehserie, 80 Folgen)
- 2020: Red, White and Blue
- 2020: All on a Summer’s Day
- 2022: Anacoreta
- 2022: Suspect (Fernsehserie, 8 Folgen)
- 2023: Still Up (Fernsehserie, 8 Folgen)
- 2024: Bagman